# Xieqiao (köpinghuvudort i Kina, Jiangsu Sheng, lat 32,06, long 120,38)
Xieqiao är en köpinghuvudort i Kina. Den ligger i provinsen Jiangsu, i den östra delen av landet, omkring 150 kilometer öster om provinshuvudstaden Nanjing. Antalet invånare är 45 450. Befolkningen består av 22 642 kvinnor och 22 808 män. Barn under 15 år utgör 9,0 %, vuxna 15-64 år 76 %, och äldre över 65 år 14,0 %.
Närmaste större samhälle är Jingang, 11,9 km söder om Xieqiao. Trakten runt Xieqiao består till största delen av jordbruksmark.
Genomsnittlig årsnederbörd är 1 307 millimeter. Den regnigaste månaden är juli, med i genomsnitt 264 mm nederbörd, och den torraste är januari, med 34 mm nederbörd.